# Strażnica WOP Gołdap
Strażnica/placówka w Gołdapi:
1. podstawowy pododdział graniczny Wojsk Ochrony Pogranicza.
2. graniczna jednostka organizacyjna polskiej straży granicznej realizująca zadania bezpośrednio w ochronie granicy państwowej.

## Formowanie i zmiany organizacyjne
Strażnica została sformowana w 1945 w strukturze 25 komendy odcinka jako 118 strażnica WOP (Gołdap) o stanie 56 żołnierzy. Kierownictwo strażnicy stanowili: komendant strażnicy, zastępca komendanta do spraw polityczno-wychowawczych i zastępca do spraw zwiadu. Strażnica składała się z dwóch drużyn strzeleckich, drużyny fizylierów, drużyny łączności i gospodarczej. Etat przewidywał także instruktora do tresury psów służbowych oraz instruktora sanitarnego.
Od 15 marca 1954 wprowadzono nową numerację strażnic. Strażnica III kategorii otrzymała numer 112.
Jesienią 1955 zlikwidowano sztab batalionu. Strażnica podporządkowana została bezpośrednio pod sztab brygady. W sztabie brygady wprowadzono stanowiska nieetatowych oficerów kierunkowych odpowiedzialnych za służbę graniczną strażnic.
W czerwcu 1956 rozwiązano strażnicę. Na jej bazie powstała 4 placówka WOP Gołdap kategorii "B".
W 1964 w Gołdapi stacjonowała placówka WOP nr 8 22 Białostockiego Oddziału Wojsk Ochrony Pogranicza.
W 1976 rozformowało 19 Kętrzyński Oddział WOP, a placówkę przekazano do 22 Białostockiego Oddziału WOP.
W 1976, w strukturze Podlasko-Mazurskiej Brygady WOP, odtworzono strażnicę w Gołdapi.
Po rozwiązaniu w 1991 Wojsk Ochrony Pogranicza, strażnica w Gołdapi weszła w podporządkowanie Warmińsko-Mazurskiego Oddziału Straży Granicznej
W ramach realizacji III etapu programu przystosowania Straży Granicznej do standardów Schengen z dniem 2.01.2003 strażnicę SG w Gołdapi włączono do struktury GPK SG w Goldapi.

## Ochrona granicy
W 1960 1 placówka WOP Gołdap ochraniała odcinek 36000 m granicy państwowej od znaku granicznego 1987 do zn. gr. 2076.
Będąc w strukturach SG od maja 1991 do 9 lipca 1993 ochraniała odcinek granicy państwowej [wył.] od znaku granicznego 1988 do znaku granicznego 2083 o długości 37,03 km. Od 10 lipca 1993 ochraniany odcinek wydłużył się do znaku granicznego 1987 do 37,48 km. 1 września 1995, wraz z włączeniem do struktury W-MOSG Strażnicy SG w Dubeninkach, nastąpiło skróceni odcinka granicy do [wył.] znaku granicznego 2031, a długość ochranianej granicy wynosiła 17,59 km
Wydarzenia:
W maju 1946, w czasie wykonywania obowiązków służbowych, został zabity wybuchem miny szer. Leonard Mazurkiewicz. W sierpniu udaremniono przekroczenie granicy 8 osobom.
Sąsiednie strażnice:
- 117 strażnica WOP Angerapp ⇔ 119 strażnica WOP Dubeninki – 1946
- strażnica SG w Baniach Mazurskich ⇔ strażnica SG w Rutce Tartak – 1991
- Od 5 sierpnia 1993 strażnica zaczęła graniczyć dodatkowo ze strażnicą SG w Wiżajnach, a od 1995 ze strażnicą w Dubeninkach[11]

## Dowódcy/komendanci strażnicy
- plut. Jan Pezik (był w 1951)
- ppor. Konstanty Kuśnierz (?-1953)
- chor. Bolesław Pawłowski (1953-?)

--
- por. SG Wincenty Perko (1991-1995)
- por. SG Jozef Kiszkorno (1995-1999)
- por. SG Waldemar Rusak (1999-2003)